# Quincy-Voisins
Quincy-Voisins è un comune francese di 5 146 abitanti situato nel dipartimento di Senna e Marna nella regione dell'Île-de-France.

## Società

### Evoluzione demografica
Abitanti censiti